# Idiops angusticeps
Espèce
Synonymes
- Acanthodon angusticeps Pocock, 1900

Idiops angusticeps est une espèce d'araignées mygalomorphes de la famille des Idiopidae.

## Distribution
Cette espèce se rencontre en Afrique de l'Ouest.

## Publication originale
- Pocock, 1900 : On the scorpions, pedipalps and spiders from tropical West-Africa, represented in the collection of the British Museum. Proceedings of the Zoological Society of London, vol. 1899, p. 833-885 (texte intégral).